# Brillantaisia lancifolia
Espèce
Synonymes
- Brillantaisia lancifolia Lindau Lindau (préféré par UICN)[2]
- Brillantaisia talbotii S.Moore[1] [2]

Statut de conservation UICN

 VU B2ab(iii) : Vulnérable
Brillantaisia lancifolia Lindau est une espèce de plantes à fleurs de la famille des Acanthaceae et du genre Brillantaisia. C'est une plante herbacée présente en Afrique tropicale au Nigeria, au Cameroun et au Gabon.

## Description
C'est une herbe pouvant atteindre un mètre de hauteur